# Незрівнянний світ краси (альбом)
Незрівнянний світ краси — альбом українського естрадного співака Назарія Яремчука, випущений 1980 року на лейблі Мелодія.

## Трек-лист
| Сторона 1 | Сторона 1             | Сторона 1                                 | Сторона 1  |
| #         | Назва                 | Музика / слова                            | Тривалість |
| --------- | --------------------- | ----------------------------------------- | ---------- |
| 1.        | «Озовися»             | В. Діденко / А. Фартушняк                 | 3:20       |
| 2.        | «Осінь багряна»       | Ю. Шаріфов / М. Задорожний                | 3:25       |
| 3.        | «Вікна»               | Л. Дутковський / А. Драгомирецький        | 2:15       |
| 4.        | «Я не сумую за тобою» | М. Скорик / О. Вратарьов                  | 4:32       |
| 5.        | «Останній лист»       | П. Дворський / В. Кудрявцев та Н. Яремчук | 3:22       |

| Сторона 2 | Сторона 2                 | Сторона 2                    | Сторона 2  |
| #         | Назва                     | Музика / слова               | Тривалість |
| --------- | ------------------------- | ---------------------------- | ---------- |
| 6.        | «Незрівнянний світ краси» | Дутковський / Фартушняк      | 3:27       |
| 7.        | «Золотоволоска»           | В. Івасюк / Драгомирецький   | 2:46       |
| 8.        | «Посмiхнулась ти»         | Дутковський / Драгомирецький | 4:37       |
| 9.        | «Коли заснули синi гори»  | А. Кос-Анатольський          | 3:30       |

## Персоналії
- Назарій Яремчук — вокал
- Вокально-інструментальний ансамбль «Музики», художній керівник — Володимир Білоусов
- Струнна група Київського камерного оркестру
- Ю. Вінник — звукорежисер
- М. Кузик — редактор
- М. Богородський — обкладинка